# ミューコミ
ミューコミはニッポン放送のラジオ番組。パーソナリティはニッポン放送アナウンサーの吉田尚記。2006年4月3日放送開始。2009年3月26日終了。

## 放送概要
- タイトルの「ミューコミ」は「ミュージック」の「ミュー」と、「コミック」の「コミ」を足したもの。ミュとコミの間は、横棒（ー）ではなく、波線（〜）が使用されている。番組ロゴには「ミュ〜コミ music and comic!」と書いてある。
- 『音楽と漫画とラジオ』をテーマにしている事もあって、ゲストは主にアーティストに加えて声優も多い。この理由は吉田が自らオタクであると公言しているためである。
- 聴取率週間が近づくと、吉田自らが放送前の昼間に首都圏の鉄道沿線の街角で「好きなアーティスト（初回の2006年6月は楽曲）」をアンケートインタビュー、アンケート結果のアーティストランキングを聴取率週間にゲストと一緒に発表する「ティーンズランキング」がある。吉田が多忙にもかかわらず、外部のスタッフに委託しないのは、「手造り感」を出したいという意図からである。
- 2008年4月からの聴取率週間には、人気声優をゲストに呼び、火曜日のコーナーであるLOVEコミュの特別編を行っている。2008年8月期の調査では、同時間帯において10代の聴取率1位を記録。
- 2007年4月5日より、『有楽町アニメタウン』でコンビを組んだ田中理恵がアシスタントとなる。
- 複数のパーソナリティーで進行する番組ではいじられ役にまわることが多く、『ミューコミ』も2年目以降「サポーターズパーティ内」での罰ゲームを受ける事が多くなっている。
  - 例として、2007年8月16日放送分で、「サポーターズパーティー」での課題として出された「ゲームのキャラクターを全部覚えきる」を達成出来なかったため、ニッポン放送の受付嬢と田中理恵にハリセンでぶっ叩かれた、更に田中に叩かれたのは生放送中だった。ある意味、ニッポン放送の放送史に残る珍事であった。その後も木曜日の放送中にハリセンで叩かれることがたまにある。
  - 『有楽町アニメタウン』時代から、田中が吉田の言動に手厳しい態度を取る事は日常茶飯事であったが逆に田中がヒートアップ気味の場合には吉田がツッコミを入れる事もある。田中曰く『兄と、それに突っ掛かる妹』と言った関係との事である。
- 2008年、吉田が北京オリンピックの現地レポーターに就任したため、8月4日から約3週間、北京から生放送した。
- 水曜日のサポーターズパーティ・木曜日の漫画王決定戦で本来の回答とはまた別にウケ狙い回答を募集し、その翌日に更新される吉田の日記に受け狙い回答を掲載するのが恒例となっている。特に水曜日のサポーターズパーティでは出題前に受け狙い回答を投稿するリスナーも多く、毎週500通を超えるくらいのメールが届いている。その内容はその日に起こった時事ネタが特に多い。常連のボケ回答に長文化の傾向がある。これは、吉田が担当していた番組、着ラジのクイズコーナー「着フジテレビ」が発端である。
- 2009年3月で『ミューコミ』の放送は終了。4月からは同時間に吉田も出演して「宇宙GメンEX」（うちゅうGメンエックス）が放送されていたが同年12月30日終了、2010年1月1日放送の特別番組「吉田尚記のオールナイトニッポン feat.ミュ〜コミ＋（プラス）」より「ミュ〜コミ+」として、終了前と同一時間帯で再開される。「宇宙GメンEX」より、一部コーナーは継続される。

## パーソナリティ
- 吉田尚記（ニッポン放送アナウンサー）
- 田中理恵（木曜日のみ）

## 放送時間
- 毎週月曜日 - 木曜日 24:00 - 24:57

## 放送終了時のコーナー
月曜日
- 週間タワレコWチャート・カウントダウン…全国のタワーレコードの1週間のシングルCDの売り上げとアルバムCDの売り上げをカウントダウンする。
- ミューコミ・ヴィジュアルストーム…ヴィジュアル系アーティストをゲストに迎え、最新情報や注目の話題に深く突っ込んでいくコーナー。

火曜日
- LOVEコミュ…ミューコミLOVEコミュニティ、略してLOVEコミュ。リスナーの恋愛の想い出を豊崎愛生が朗読し、その恋愛にまつわる想い出の曲をコーナーの最後に流す。
- ゴマ知識のコーナー…リスナーから送られてきた、マメ知識よりも小さなゴマ粒のような知識を紹介するコーナー。

水曜日
- ミューコミ・セレクト・ショック!…その日のゲストによるこだわりの曲を紹介している。主に音楽ライター、雑誌編集者が出演する。

木曜日
- 渋谷タワレコ・デイリーダッシュ…新曲発売の多い、水曜日のタワーレコード渋谷店のチャートを紹介。
- マンガ王！日本一決定戦…リスナー3人が電話で登場し、毎回テーマに基づいた漫画に関するクイズに早押しで答え、1番知識のある人を決める。また、出題者として参加することもできる、火曜から移動。

## 過去のコーナー
月曜日
- 週間タワレコシングルチャート・カウントダウン - 「週間タワレコWチャート・カウントダウン」に吸収された。
- ミューコミ三連単クイズ - タワレコシングルチャートのTOP3をその順番通り予想する。
- クイズ ミュージックミルフィーユ - 違う曲を三曲同時に流し、電話を繋いだリスナーに10分後に答えてもらい、正解したら1万円をプレゼント。ただし、外れたらメールでその答えを送ってきた人から1万円をプレゼント。正解者がいなかった場合は次回へ持ち越しとなる。
- ミューコミM-1TOMORROW - 番組スタッフが選んだ3曲から、リスナーが次の日の1曲目になる曲を投票で決めてもらう。月?水の番組の最後のコーナー

火曜日
- 週間タワレコアルバムチャート・カウントダウン - 「週間タワレコWチャート・カウントダウン」に吸収された。
- マンガみたいなっ - リスナーがマンガに出てきそうな自身の話を「妄想」、募集する。
- マンガ王日本一決定戦 - 木曜に移動、火曜のときは毎回優勝者が次回のテーマを決める事ができた。
- ミューコミM-1TOMORROW

水曜日
- ミューコミこだわりカウントダウン - 音楽ライター、雑誌編集者がオススメの曲をカウントダウン形式で紹介。
- ミューコミM-1TOMORROW

木曜日
- ミューコミセレクトカウントダウン - 番組サイト上に載っている今後発売される30曲の中からリスナーが興味ある、又は買いたい曲に投票。1人につき1日1票投票でき、上位10曲を番組内で発表する。
- ミューコミックランキング - 番組サイト上に載っている、今後1ヶ月内に発売される漫画からリスナーが買いたい物に投票。こちらも1人につき1日1票投票でき、上位10冊を毎月最終木曜日に発表。
- ミューコミリクエストカウントダウン - リスナーによる投票を集計し、カウントダウンする。新旧洋邦は問わない。
- ミューコミ ゲームランキング - 1週間のゲームの売り上げをカウントダウンする。
- りえりえのモンハン3分クッキング - 2008年5月9日に放送されたマンガ王の派生版「モンスターハンター2nd G王決定戦」の直前に突然行われたコーナー。読まれたハガキ内容がその日のオープニングに募集をかけたものだったため、1回限りかと思われたが、翌週も放送。このコーナーは事実上田中理恵がモンスターハンター好きだったので行われ、「モンハンあるある」を募集。そのため、吉田を始め「モンハン」を知らないリスナーは完全に置いていかれていた。また、田中はこのコーナー中、語尾に「にゃん♪」をつけている。

## サポーターズパーティ
- 内容は『知ってる?24時。』から継承されたが、NTTドコモ以外はスポンサーが変わっている。
- 月曜日 - 三ツ矢サイダー→懸賞TV→フジテレビ→なし→LM.C→映画赤い糸
- 火曜日 - ディースリー・パブリッシャー→日本エンタープライズ→なし→サントリーC.C.レモン→スポンサー無し
- 水曜日 - NTTドコモ
- 木曜日 - 3-A-Day→キヤノンwordtank（キヤノンマーケティングジャパン、電子辞書）→スポンサー無し→バンダイナムコゲームス→代々木アニメーション学院
- 上記終了後、サポーターズパーティ内で行われていたコーナー
  - 水曜日（NTTドコモ）：クイズ! 私はドコモいるでSHOW? - 吉田がある場所に出かけて、ドコモのケータイの録音機能を使いながらリポートし、リスナーはその録音を頼りにどこにいるのかを当てるクイズ。また、ヒントとして吉田がケータイで撮影した写真が、毎週金曜日に番組ホームページにアップされる。吉田が北京オリンピックの取材で北京に行っていた際は、タイトルにin北京が追加され、北京の地名を当てるクイズを行った。
  - 木曜日（代々木アニメーション学院）：発掘! ミュ〜コミ・プロダクション伝説の生徒列伝!! - 吉田がスカウトマンとして代々木アニメーション学院を訪問し、生徒に勉強内容や成果を披露してもらったり、その場で自己PRしてもらう。当初は、その場で輝いている生徒さんを見つけたらいきなりスカウト!というくだりがあったが、現在はあらかじめターゲットを絞って訪問している模様。

## ピンチヒッター
- 2007年の第一週にパーソナリティーの吉田が30歳のリフレッシュ休暇を含む正月休暇を取ったため、代わりのパーソナリティーが担当した。
  - 1月1日 - 土屋礼央（RAG FAIR）
  - 1月2日 - 甲斐名都
  - 1月3日 - 中村中
  - 1月4日 - RYTHEM

## ミューコミ 漫画喫茶（ポッドキャスティング）
- ニッポン放送 ポッドキャスティングステーションで、iTunesに毎週金曜日に配信されていた番組。
- 番組名は2005年10月から2007年1月まで『ミューコミ セレクト・カウントダウン』だった。
- 当初は、ミューコミセレクトカウントダウンの結果を発表していたが、10/28からは、マンガの話に切り替わった。
- しかし2007年2月に番組名を改名するまで、なぜか漫画と関係のない番組名になっていた。
- 2007年1月19日更新分は1月17日にニッポン放送のイマジンスタジオで行われた公開録音の桃井はることのトークがおよそ35分間の長さで配信された。
- 2007年3月29日で更新を終了し、4月からは吉田尚記の有楽町ゲームタウンという番組を開始している。

## スペシャルウィーク企画
2006年
- KAT-TUNウィーク
  - 4月11日 - 14日

- 声優・春のミューコミ祭
  - 4月18日 - 21日

- ティーンズ・1万人が選ぶ!上半期ミューコミカウントダウン100! - 吉田自らが放送前の昼間に首都圏の鉄道沿線の街角で「今年発売された楽曲で好きなもの」をアンケートインタビュー、アンケート結果をランキングにし、ゲストと一緒に発表する。
  - 6月5日 - 8日、12日 - 15日

- 史上最大のアンケートを敢行!1万人が選ぶ真夏のベストソングカウントダウン!
  - 8月21日 - 24日、28日 - 31日

- ミューコミ夢の学園祭ウィーク
  - 10月17日 - 20日

- ミューコミでしか聴けない!タワレコ年間J-POPシングルチャートTOP40 - タワーレコード全店の年間シングル実売チャートを発表する。
  - 12月11日 - 14日

2007年
- 2007年!卒業生に贈りたい曲ベスト40
  - 2月19日 - 22日

- まるごとジャニーズ リクエスト
  - 4月9日 - 12日、16日 - 19日

- コミック主題歌ランキング 毎日がベストテン!
  - 6月11日 - 14日

- 聴けば読みたくなる1週間!ミューコミfeaturingデトロイトメタルシティ 第1回デスフェスティバル
  - 6月18日 - 21日

- ヴィジュアル・フェスティバル…リクエストカウントダウンにPhantasmagoriaの「神歌」がロングチャートインしたことから開催が決定。アリス九號.、Phantasmagoria、メリー、ナイトメア、雅-miyavi-など、V系アーティストが登場した。
  - 8月20日 - 23日、27日 - 30日

- ミューコミ・ヴィジュアル・ジャック…ヴィジュアルフェスティバルに続いて、注目のV系アーティストが登場。
  - 10月8日 - 11日、15日 - 18日

- 夢の共演!ヴィジュアル・バトルロイヤル
  - 12月10日 - 13日
    - 10日（月） - ガラ（メリー）、逹瑯（ムック）
    - 11日（火） - 河村隆一 (LUNA SEA)、YOMI（ナイトメア）
    - 12日（水） - LM.C、w-inds.
    - 13日（木）- 虎・Nao（アリス九號.）、堀江由衣

- タワレコ年間シングルチャート・ベスト30
  - 12月24日 - 27日

2008年
- ミューコミ卒業ソング BEST40
  - 2月18日 - 21日

- LOVEコミュ特別編 - 火曜日のコーナーであるLOVEコミュの特別編
  - 4月14日 - 17日、21日 - 24日…春のミューコミ恋唄100選
  - 6月2日 - 5日、9日 - 12日、16日 - 19日 - 消せないメールと恋唄
  - 8月25日 - 28日、9月1日〜4日 - 2008年夏 〜初めての経験〜
  - 10月20日 - 23日…LOVEコミュシーズン4 〜涙の失恋リクエスト〜
  - 12月8日 - 11日 - LOVEコミュ・夢のクリスマスストーリー

2009年
- ミューコミ卒業ソング BEST40
  - 2月9日 - 12日

## 番組イベント
ミューコミ学園祭ライブ
2006年10月7日午前11時から、東京工業大学附属科学技術高等学校で開催。ゲストはaluto、甲斐名都、モエヤン。また、2007年10月7日には、同じ場所で宇浦冴香をゲストに迎えて行われた。
ミューコミ・アンド・有楽町アニメタウン・フェス
2006年11月4日、東京・日比谷公園内の野外ステージにて、当時放送の吉田と共に後にミューコミ木曜アシスタントとなる田中がパーソナリティーを務める『有楽町アニメタウン』との合同イベントが開催され、ミューコミが推するアーティストのミニライブを交えながら、このイベントの司会を務めた吉田と田中による『アニタン』内のコーナー『ツンデレ機構』『萌え早』が生で披露された。
ミューコミュニケーション
タワーレコード渋谷店でのライブとトークイベント
1. THE LOCAL ART（2006年6月24日）
2. 中ノ森BAND（2006年9月24日）
3. Aqua Timez（2006年12月20日）
4. いきものがかり（2007年3月31日）
5. Base Ball Bear（2007年6月17日）
6. 松浦亜弥（2007年9月16日）
7. ムック（2007年12月8日）
8. LM.C（2008年3月16日）
9. 秦基博（2008年6月27日）
10. オトナモード（2008年9月28日）
11. 鶴（2009年3月15日）

ミューコミ・オフ会ツアー with RYTHEM
2007年夏、吉田とRYTHEMが関東近辺を回ったインストアライブ。ツアーファイナルは2007年7月21日に日比谷野外音楽堂の小音楽堂で行われた。
サントリーC.C.レモン presents ミューフェス2008（2008年7月10日、渋谷C.C.Lemonホール）
出演者
- Aqua Timez
- いきものがかり
- 川嶋あい
- 鶴
- 遊吟

## その他
- 2008年8月14日分の放送では、当日行われた北京オリンピック野球予選日本対台湾の試合が、雨で試合開始時刻が1時間遅れたため、番組初の30分の短縮放送になった[2]。それに伴い一部コーナーが延期・省略された。
- また、翌週の8月18日分の放送では、同じくオリンピック女子サッカー準決勝日本対アメリカの中継のため初の番組休止となった。

## ノベルティグッズ
- ミューコミポイントカード
- ミューコミ&「デトロイト・メタル・シティ（デスメタル・ギャグ漫画）」コラボステッカー
- ミューコミ特製ケータイ・ミラー・クリーナー - 水曜サポーターズパーティにおけるNTTドコモとのコラボグッズ